# HD 212301
Désignations
HD 212301 (aussi désignée, par rétronymie, HD 212301 A) est une étoile naine (classe de luminosité V) jaune-blanc (classe spectrale F8) située à une distance de 54,10 ± 0,05 pc (∼176 al) du Soleil, dans la constellation australe de l'Octant. De magnitude apparente 7,77 dans le spectre visible, elle n'est pas observable à l'œil nu.
D'une masse de 1,27 masse solaire, HD 212301 est l'objet primaire d'un système planétaire dont l'unique objet secondaire connu à ce jour (mai 2015) est HD 212301 b (HD 212301 Ab), une planète confirmée. Celle-ci a été détectée par la méthode des vitesses radiales grâce aux données spectroscopiques collectées à l'observatoire de La Silla (La Higuera, Chili) avec HARPS, le spectrographe à échelle qui équipe le télescope de 3,6 mètres de l'Observatoire européen austral. Sa découverte a été annoncée le 22 août 2005 à l'observatoire de Haute-Provence (Saint-Michel-l'Observatoire, France) lors d'un colloque sur le 10e anniversaire de la découverte de 51 Pegasi b. Il s'agirait d'une planète géante gazeuse de type Jupiter très chaud,.
L'étoile HD 212301 a un compagnon stellaire, HD 212301 B, une étoile naine (classe de luminosité V) rouge (classe spectrale M3) de faible masse (0,35 masse solaire), avec laquelle elle forme l'étoile binaire HD 212301 AB. Sa découverte a été annoncée en décembre 2008.

#### Étoiles
- (en) HD 212301 sur la base de données NASA Exoplanet Archive du NASA Exoplanet Science Institute
- (en) HD 212301 A sur la base de données Simbad du Centre de données astronomiques de Strasbourg.
- (en) HD 212301 B sur la base de données Simbad du Centre de données astronomiques de Strasbourg.

#### PlanèteHD 212301 b(HD 212301 Ab)
- (en) HD 212301 b sur la base de données Exoplanet Data Explorer
- (en) HD 212301 b sur L'Encyclopédie des planètes extrasolaires de l'Observatoire de Paris.
- (en) HD 212301 b sur la base de données NASA Exoplanet Archive du NASA Exoplanet Science Institute
- (en) HD 212301b sur la base de données Simbad du Centre de données astronomiques de Strasbourg.